# 佐橋家住宅
佐橋家住宅（さはしけじゅうたく）は、愛知県犬山市犬山東古券457にある町屋。主屋が登録有形文化財。

## 歴史
1873年（明治6年）、犬山城下の新町で佐橋志やうが飯屋の「萬屋」を創業した。その後、1907年（明治40年）頃に現在地に佐橋家の主屋が建てられた。佐橋寅吉が「寅屋」の初代店主となり、木曽川で取れたアユの甘露煮を製造して旅館や土産物店で販売した。
2007年（平成19年）12月5日、主屋が登録有形文化財に登録された。なお犬山市では、同時に専念寺の2件、常満寺の2件、西連寺の5件、浄誓寺本堂も同時に登録されている。

## 建築
- 主屋
  - 木造2階建、切妻造、平入、桟瓦葺[1]。建築面積170平方メートル[1]。桁行5間、梁間7間半[1]。犬山城下の商人町にあり、通りに南面して建つ[1]。
  - 1907年（明治40年）頃の竣工とされる[2]。2007年（平成19年）12月5日、登録有形文化財に登録された[1]。